# William Cowley

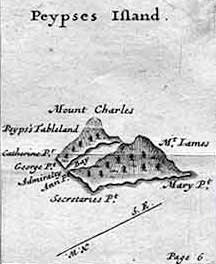
A ilha Pepys, descrita por Cowley, no livro Collection of Original Voyages, de 1699.

William Ambrosia Cowley foi um explorador e bucaneiro inglês do século XVII.  Fez o reconhecimento das Ilhas Galápagos durante uma circunavegação ao globo, sendo o primeiro a publicar um mapa das ilhas, em 1684. Em seu diário, Cowley também relata ter descoberto a mítica ilha Pepys, supostamente situada ao norte das Ilhas Malvinas, induzindo vários marinheiros a procurarem em vão pela ilha inexistente.
Pouco se sabe sobre sua biografia, apesar de seu nome ter sido lembrado em biografias e relatos de vários outros exploradores, como William Dampier.